# Xã Broadland, Quận Beadle, South Dakota
Xã Broadland (tiếng Anh: Broadland Township) là một xã thuộc quận Beadle, tiểu bang Nam Dakota, Hoa Kỳ. Năm 2010, dân số của xã này là 48 người.